# Courant de turbidité

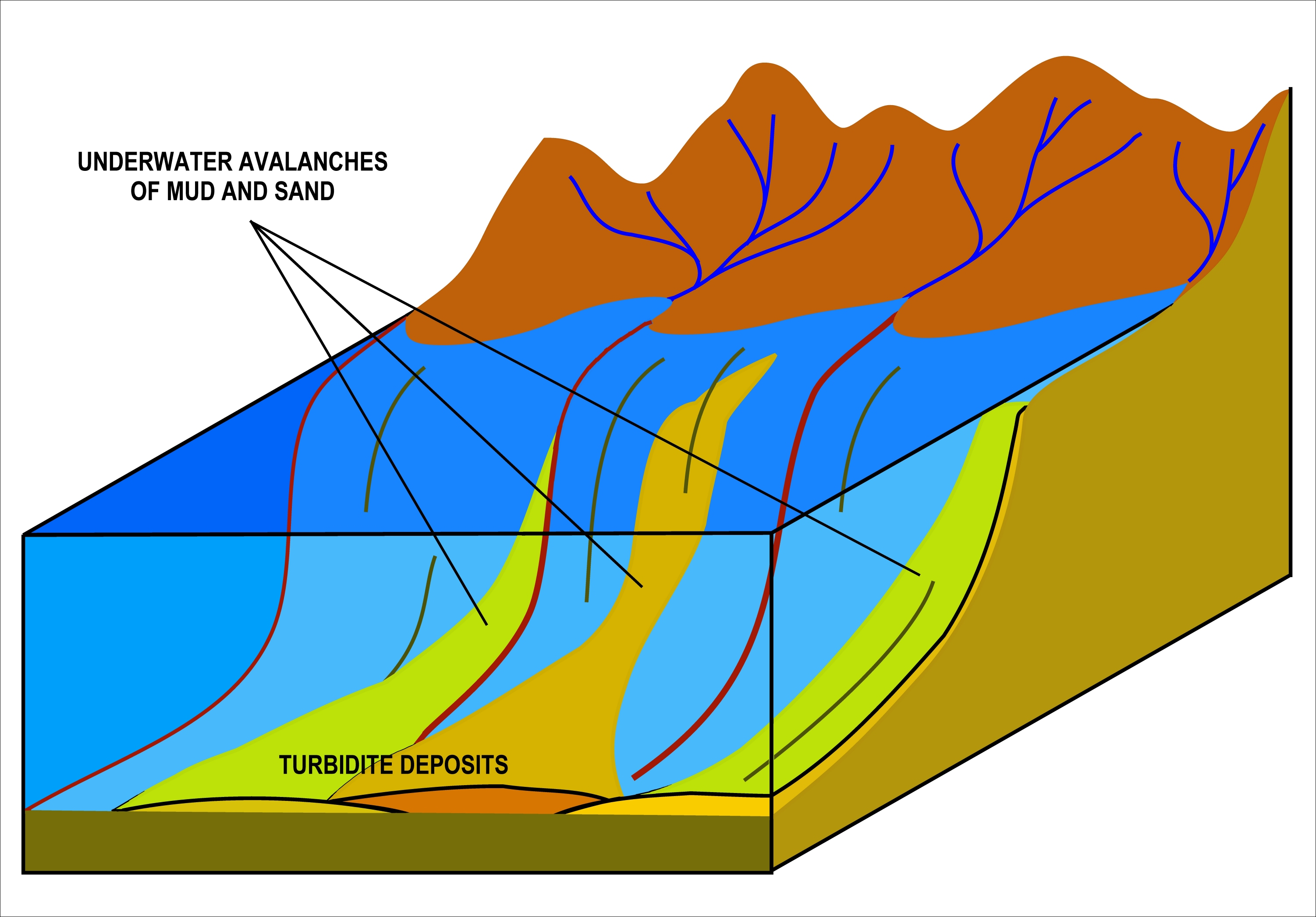
Les turbidites sont déposés dans les creux profonds sous le plateau continental, ou des structures similaires dans les lacs profonds, par des courants de turbidité sous-marins (ou "avalanches sous-marines") qui glissent sur les pentes abruptes du bord du plateau continental, comme illustré dans le diagramme. Lorsque le matériau vient se reposer dans le creux de l'océan, ce sont le sable et les autres matériaux grossiers qui se déposent en premier, suivis de boue et éventuellement de particules très fines. C'est cette séquence de dépôts qui crée les séquences de Bouma qui caractérisent ces roches.

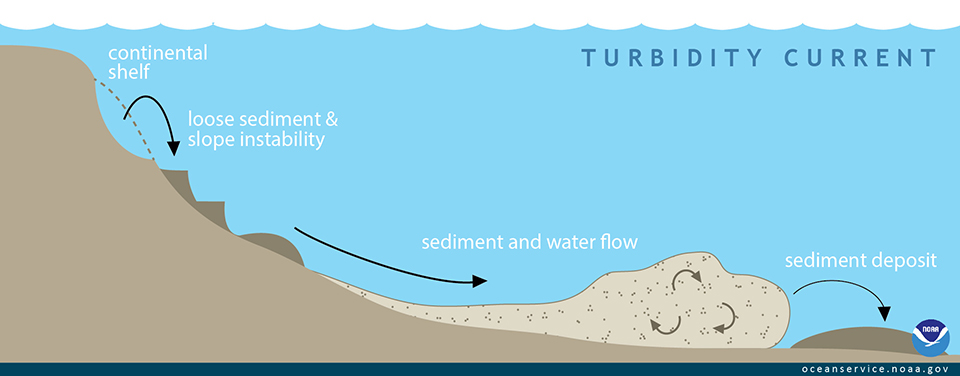
Coupe longitudinale à travers un courant de turbidité sous l'eau.

Un courant de turbidité est le plus souvent un courant sous-marin d'eau généralement rapide et chargée de sédiments descendant une pente ; bien que les recherches récentes (2018) indiquent que les sédiments saturés d'eau peuvent être le principal acteur du processus. Des courants de turbidité peuvent également se produire dans d'autres fluides que l'eau.
Les chercheurs du Monterey Bay Aquarium Research Institute ont découvert qu'une couche de sédiments saturés d'eau se déplaçait rapidement sur le fond marin et mobilisait les quelques mètres supérieurs du fond marin préexistant. Des panaches d'eau chargée de sédiments ont été observés pendant les événements de turbidité, mais ils estiment que ceux-ci étaient secondaires au pouls des sédiments du fond marin se déplaçant pendant les événements. La croyance des chercheurs est que le débit d'eau est la fin du processus qui commence au fond de la mer.
Dans le cas le plus typique des courants de turbidité océanique, les eaux chargées de sédiments situées sur un sol en pente couleront vers le bas de la colline car elles ont une densité plus élevée que les eaux adjacentes. La force motrice derrière un courant de turbidité est la gravité agissant sur la haute densité des sédiments temporairement suspendus dans un fluide. Ces solides semi-suspendus rendent la densité moyenne de l'eau contenant des sédiments supérieure à celle de l'eau environnante non perturbée.
Au fur et à mesure que de tels courants coulent, ils ont souvent un « effet boule de neige », car ils remuent le sol sur lequel ils coulent et rassemblent encore plus de particules sédimentaires dans leur courant. Leur passage laisse le sol sur lequel ils coulent récuré et érodé. Une fois qu'un courant de turbidité océanique atteint les eaux plus calmes de la zone plus plate de la plaine abyssale (plancher océanique principal), les particules portées par le courant se déposent hors de la colonne d'eau. Le dépôt sédimentaire d'un courant de turbidité est appelé turbidite.
Des exemples de courants de turbidité impliquant d'autres milieux fluides en plus de l'eau liquide comprennent: les avalanches (neige, roches), les lahars (volcaniques), les écoulements pyroclastiques (volcaniques) et les coulées de lave (volcaniques). [Citation nécessaire]
Les courants de turbidité des fonds marins sont souvent le résultat de débits fluviaux chargés de sédiments et peuvent parfois être déclenchés par des tremblements de terre, des affaissements et d'autres perturbations du sol. Ils sont caractérisés par un front avancé bien défini, également connu sous le nom de tête du courant, et sont suivis par le corps principal du courant. En termes de phénomène au-dessus du niveau de la mer plus souvent observé et plus familier, ils ressemblent quelque peu à des crues soudaines.
Les courants de turbidité peuvent parfois résulter de l'instabilité sismique sous-marine, ce qui est courant avec les pentes sous-marines abruptes, et en particulier avec les pentes des tranchées sous-marines à marges de plaques convergentes, les pentes continentales et les canyons sous-marins à marges passives. Avec une pente croissante du plateau continental, la vitesse du courant augmente, car la vitesse du flux augmente, la turbulence augmente et le courant attire plus de sédiments. L'augmentation des sédiments ajoute également à la densité du courant, et donc à sa vitesse encore plus.

## Définition
Les courants de turbidité sont traditionnellement définis comme les écoulements gravimétriques des sédiments dans lesquels les sédiments sont suspendus par la turbulence des fluides,. Cependant, le terme « courant de turbidité » a été adopté pour décrire un phénomène naturel dont la nature exacte est souvent peu claire. La turbulence dans un courant de turbidité n'est pas toujours le mécanisme de support qui maintient les sédiments en suspension; cependant, il est probable que la turbulence est le principal mécanisme de soutien des grains ou du grain unique dans les courants dilués (<3%). Les définitions sont encore compliquées par une compréhension incomplète de la structure de la turbulence dans les courants de turbidité et la confusion entre les termes turbulent (c'est-à-dire perturbé par les tourbillons) et trouble (c'est-à-dire opaque aux sédiments). Kneller et Buckee définissent un courant de suspension comme « un écoulement induit par l'action de la gravité sur un mélange trouble de fluide et de sédiments (en suspension), en raison de la différence de densité entre le mélange et le fluide ambiant ». Un courant de turbidité est un courant de suspension dans lequel le fluide interstitiel est un liquide (généralement de l'eau); un courant pyroclastique est un courant dans lequel le fluide interstitiel est du gaz.

## Déclencheurs

### Panache hyperpycnal
Lorsque la concentration de sédiments en suspension à l'embouchure d'une rivière est si grande que la densité de l'eau de la rivière est supérieure à la densité de l'eau de mer, un type particulier de courant de turbidité peut se former, appelé panache hyperpycnal. La concentration moyenne de sédiments en suspension pour la plupart des eaux fluviales qui pénètrent dans l'océan est bien inférieure à la concentration de sédiments nécessaire à l'entrée en tant que panache hyperpycnal. Bien que certaines rivières puissent souvent avoir une charge de sédiments élevée et continue qui peut créer un panache hyperpycnal continu, comme la rivière Haile (Chine), qui a une concentration moyenne en suspension de 40,5 kg/m3. La concentration de sédiments nécessaire pour produire un panache hyperpycnal dans l'eau de mer est de 35 à 45 kg/m3, selon les propriétés de l'eau dans la zone côtière. La plupart des rivières ne produisent des débits hyperpycaux que lors d'événements exceptionnels, tels que tempêtes, inondations, débordements de glaciers, ruptures de barrages et débits de lahar. Dans les environnements d'eau douce, comme les lacs, la concentration de sédiments en suspension nécessaire pour produire un panache hyperpycal est assez faible (1 kg/m3).

### Sédimentation dans les réservoirs
Le transport et le dépôt des sédiments dans les réservoirs alpins étroits sont souvent causés par des courants de turbidité. Ils suivent le thalweg du lac jusqu'à la zone la plus profonde près du barrage, où les sédiments peuvent affecter le fonctionnement de la sortie inférieure et des structures de prise. Le contrôle de cette sédimentation dans le réservoir peut être réalisé en utilisant des obstacles solides et perméables avec la bonne conception.

### Déclenchement d'un tremblement de terre
Les courants de turbidité sont souvent déclenchés par des perturbations tectoniques du fond marin. Le déplacement de la croûte continentale sous forme de fluidisation et de secousses physiques contribuent tous deux à leur formation. Les tremblements de terre ont été liés au dépôt de courant de turbidité dans de nombreux contextes, en particulier lorsque la physiographie favorise la préservation des dépôts et limite les autres sources de dépôt de courant de turbidité,. Depuis le célèbre cas de rupture de câbles sous-marins par un courant de turbidité à la suite du tremblement de terre des Grands Bancs de 1929, des turbidites déclenchées par un tremblement de terre ont été étudiées et vérifiées le long de la zone de subduction de Cascadia, la faille de San Andreas Nord, un certain nombre de lacs européens, chiliens et nord-américains,,, régions lacustres et offshore japonaises, et une variété d'autres cadres,.

### Rinçage du canyon
Lorsque de grands courants de turbidité s'écoulent dans des canyons, ils peuvent devenir autoentretenus et peuvent entraîner des sédiments qui ont déjà été introduits dans le canyon par la dérive littorale, les tempêtes ou des courants de turbidité plus petits. Le rinçage des canyons associé à des courants de type surtension initiés par des ruptures de pente peut produire des courants dont le volume final peut être plusieurs fois celui de la partie de la pente qui a échoué (par exemple aux Grands Bancs).

### Affaissement
Les sédiments qui se sont accumulés au sommet du talus continental, en particulier à la tête des canyons sous-marins, peuvent créer un courant de turbidité dû à la surcharge, entraînant ainsi un affaissement et un glissement.

### Sédimentation convective sous les panaches fluviaux

Images de laboratoire montrant comment la sédimentation convective sous une surface chargée de sédiments flottants peut déclencher un courant de turbidité secondaire.

Un panache fluvial chargé de sédiments flottants peut induire un courant de turbidité secondaire sur le plancher océanique par le processus de sédimentation convective. Les sédiments dans le flux hypopycnal initialement flottant s'accumulent à la base du flux de surface, de sorte que la limite inférieure dense devient instable. La sédimentation convective qui en résulte conduit à un transfert vertical rapide des matériaux vers le lac ou le lit océanique en pente, formant potentiellement un courant de turbidité secondaire. La vitesse verticale des panaches convectifs peut être bien supérieure à la vitesse de sédimentation de Stokes d'une particule individuelle de sédiment. La plupart des exemples de ce processus ont été réalisés en laboratoire, mais des preuves d'observation possibles d'un courant de turbidité secondaire ont été faites à Howe Sound, en Colombie-Britannique, où un courant de turbidité était périodiquement observé sur le delta de la rivière Squamish. Comme la grande majorité des fleuves chargés de sédiments sont moins denses que l'océan, les fleuves ne peuvent pas facilement former des écoulements hyperpycnaux plongeants. La sédimentation convective est donc un important mécanisme d'amorçage possible pour les courants de turbidité.

## Effet sur le fond de l'océan
Les courants de turbidité importants et rapides peuvent inciser et éroder les marges continentales et endommager les structures artificielles telles que les câbles de télécommunication sur le fond marin. Comprendre où les courants de turbidité circulent au fond de l'océan peut aider à réduire la quantité de dommages aux câbles de télécommunication en évitant ces zones ou en renforçant les câbles dans les zones vulnérables.
Lorsque les courants de turbidité interagissent avec d'autres courants, tels que les courants de contour, ils peuvent changer de direction. Cela déplace finalement les canyons sous-marins et les lieux de dépôt de sédiments. Un exemple de cela est situé dans la partie ouest du golfe de Cadix, où le courant d'eau de sortie de la Méditerranée influence fortement les courants de turbidité, provoquant finalement le déplacement des vallées et des canyons dans le sens du flux du courant d'eau Cela modifie l'érosion et les zones de dépôt, modifiant finalement la topographie du plancher océanique.

## Dépôts

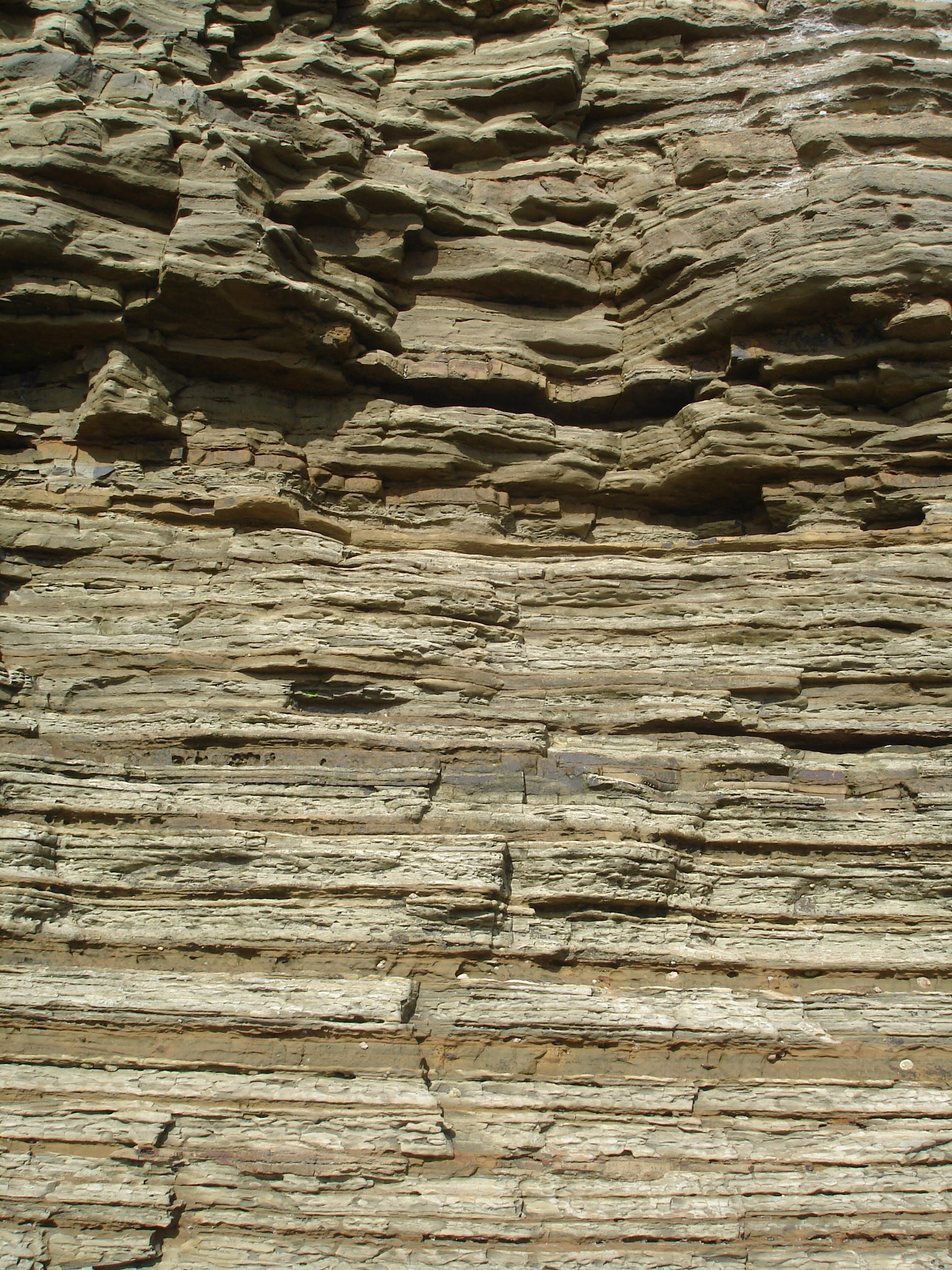
Turbidite interstratifiée avec du grès à grain fin jaune foncé et du schiste argileux gris qui se trouvent dans des lits gradués, formation de Point Loma, Californie.

Lorsque l'énergie d'un courant de turbidité diminue, sa capacité à maintenir les sédiments en suspension diminue, ce qui entraîne un dépôt de sédiments. Ces dépôts sont appelés turbidites. Les courants de turbidité sont rarement observés dans la nature, ainsi les turbidites peuvent être utilisées pour déterminer les caractéristiques des courants de turbidité. Quelques exemples: la taille des grains peut donner une indication de la vitesse actuelle, la lithologie des grains et l'utilisation de foraminifères pour déterminer les origines, la distribution des grains montre la dynamique de l'écoulement au fil du temps et l'épaisseur des sédiments indique la charge et la longévité des sédiments.
Les turbidites sont couramment utilisées dans la compréhension des courants de turbidité passés, par exemple, la tranchée Pérou-Chili au large du centre-sud du Chili (36° S – 39° S) contient de nombreuses couches de turbidite qui ont été creusées et analysées. À partir de ces turbidites, l'historique prévu des courants de turbidité dans cette zone a été déterminé, améliorant ainsi la compréhension globale de ces courants.

### Dépôts antidunes
Certains des plus grands antidunes sur Terre sont formés par des courants de turbidité. Un champ d'ondes de sédiments observé est situé sur la pente continentale inférieure au large de la Guyane, en Amérique du Sud. Ce champ d'ondes sédimentaires couvre une superficie d'au moins 29 000 km2 à une profondeur d'eau de 4 400 à 4 825 m. Ces antidunes ont des longueurs d'onde de 110–2 600 m et des hauteurs d'onde de 1–15 m. Les courants de turbidité responsables de la génération de vagues sont interprétés comme provenant de ruptures de pente sur les marges continentales voisines du Venezuela, du Guyana et du Suriname. Une modélisation numérique simple a permis de déterminer les caractéristiques d'écoulement du courant de turbidité à travers les vagues de sédiments à estimer: nombre de Froude interne = 0,7–1,1, épaisseur du flux = 24–645 m et vitesse d'écoulement = 31–82 cm/s. Généralement, sur des gradients plus faibles au-delà de ruptures mineures de pente, l'épaisseur de l'écoulement augmente et la vitesse de l'écoulement diminue, entraînant une augmentation de la longueur d'onde et une diminution de la hauteur.

## Inversion de la flottabilité
Le comportement des courants de turbidité avec un fluide flottant (tels que les courants avec de l'eau interstitielle chaude, douce ou saumâtre entrant dans la mer) a été étudié pour trouver que la vitesse du front diminue plus rapidement que celle des courants de même densité que le fluide ambiant. Ces courants de turbidité s'arrêtent finalement car la sédimentation entraîne une inversion de la flottabilité et le courant décolle, le point de décollage restant constant pour un débit constant. Le fluide gonflé transporte avec lui des sédiments fins, formant un panache qui monte à un niveau de flottabilité neutre (si dans un environnement stratifié) ou à la surface de l'eau, et se propage. Les sédiments tombant du panache produisent un dépôt de retombées généralisé, appelé hémiturbidite. Les courants de turbidité expérimentaux et les observations sur le terrain suggèrent que la forme du dépôt de lobe formé par un panache gonflant est plus étroite que pour un panache similaire non gonflant.

## Prévision
La prévision de l'érosion par les courants de turbidité et de la distribution des dépôts de turbidite, comme leur étendue, leur épaisseur et leur distribution granulométrique, nécessite une compréhension des mécanismes de transport et de dépôt des sédiments, qui à leur tour dépendent de la dynamique des fluides des courants.
L'extrême complexité de la plupart des systèmes et lits de turbidites a favorisé le développement de modèles quantitatifs de comportement de courant de turbidité déduits uniquement de leurs gisements. Les expériences en laboratoire à petite échelle offrent donc l'un des meilleurs moyens d'étudier leur dynamique. Les modèles mathématiques peuvent également fournir des informations importantes sur la dynamique actuelle. À long terme, les techniques numériques sont probablement le meilleur espoir de comprendre et de prédire les processus et dépôts actuels de turbidité tridimensionnelle. Dans la plupart des cas, il y a plus de variables que de régir les équations et les modèles reposent sur des hypothèses simplifiées pour obtenir un résultat. La précision des modèles individuels dépend donc de la validité et du choix des hypothèses avancées. Les résultats expérimentaux fournissent un moyen de contraindre certaines de ces variables ainsi qu'un test pour de tels modèles. Des données physiques provenant d'observations sur le terrain, ou plus pratiques issues d'expériences, sont encore nécessaires pour tester les hypothèses simplificatrices nécessaires dans les modèles mathématiques. La plupart des connaissances sur les grands courants de turbidité naturels (c'est-à-dire ceux importants en termes de transfert de sédiments vers les eaux profondes) sont déduites de sources indirectes, telles que les ruptures de câbles sous-marins et les hauteurs de dépôts au-dessus des fonds de vallée sous-marins. Bien que pendant le tremblement de terre de Tokachi-oki en 2003, un important courant de turbidité ait été observé par l'observatoire câblé qui a fourni des observations directes, ce qui est rarement atteint.

### Exploration pétrolière
Les sociétés pétrolières et gazières s'intéressent également aux courants de turbidité car les courants déposent de la matière organique qui au fil du temps géologique est enterrée, comprimée et transformée en hydrocarbures. L'utilisation de la modélisation numérique et des canaux est couramment utilisée pour aider à comprendre ces questions. Une grande partie de la modélisation est utilisée pour reproduire les processus physiques qui régissent le comportement du courant de turbidité et les dépôts.

### Approches de modélisation

#### Modèles pour eaux peu profondes
Les modèles dits de profondeur moyenne ou d'eau peu profonde sont initialement introduits pour les courants de gravité compositionnels, puis étendus aux courants de turbidité. Les hypothèses typiques utilisées avec les modèles en eau peu profonde sont les suivantes : champ de pression hydrostatique, le fluide clair n'est pas entraîné (ou détendu) et la concentration des particules ne dépend pas de l'emplacement vertical. Compte tenu de la facilité de mise en œuvre, ces modèles peuvent généralement prédire les caractéristiques d'écoulement telles que l'emplacement avant ou la vitesse avant dans des géométries simplifiées, par ex. canaux rectangulaires, assez précisément.

#### Modèles résolus en profondeur
Avec l'augmentation de la puissance de calcul, les modèles résolus en profondeur sont devenus un outil puissant pour étudier les courants de gravité et de turbidité. Ces modèles, en général, sont principalement axés sur la solution des équations de Navier-Stokes pour la phase fluide. Avec une suspension diluée de particules, une approche eulérienne s'est avérée exacte pour décrire l'évolution des particules en termes de champ de concentration de particules en continu. Dans ces modèles, aucune hypothèse telle que les modèles en eaux peu profondes n'est nécessaire et, par conséquent, des calculs et des mesures précis sont effectués pour étudier ces courants. Des mesures telles que le champ de pression, les bilans énergétiques, la concentration verticale des particules et les hauteurs de dépôt précises sont quelques-unes à mentionner. La simulation numérique directe et la modélisation de la turbulence sont utilisées pour modéliser ces courants.

## Exemples de courants de turbidité
- Quelques minutes après le tremblement de terre de 1929 sur les Grands Bancs au large de Terre-Neuve, les câbles téléphoniques transatlantiques ont commencé à se rompre séquentiellement, de plus en plus loin sur la pente, loin de l'épicentre. Douze câbles ont été cassés dans un total de 28 endroits. Les heures et les lieux exacts ont été enregistrés pour chaque pause. Les enquêteurs ont suggéré qu'un glissement de terrain sous-marin estimé à 100 km/h ou un courant de turbidité des sédiments saturés d'eau a balayé 600 km le long de la pente continentale de l'épicentre du tremblement de terre, cassant les câbles au fur et à mesure. Des recherches ultérieures sur cet événement ont montré que les ruptures de sédiments des versants continentaux se sont principalement produites en dessous de 650 mètres de profondeur. L'effondrement qui s'est produit dans les eaux peu profondes (5 à 25 mètres) est descendu de la pente dans des courants de turbidité qui ont évolué de façon enflammée. Les courants de turbidité avaient un débit soutenu pendant de nombreuses heures en raison de l'échec rétrogressif retardé et de la transformation des flux de débris en courants de turbidité par des sauts hydrauliques.
- La zone de subduction de Cascadia, au large de la côte nord-ouest de l'Amérique du Nord, a un record de turbidites déclenchées par un tremblement de terre qui est bien corrélé à d'autres preuves de tremblements de terre enregistrés dans les baies et les lacs côtiers pendant l'Holocène. Quarante et un courants de turbidité de l'Holocène ont été corrélés le long de tout ou partie de la frontière de plaque d'environ 1 000 km de long, s'étendant du nord de la Californie à la mi-île de Vancouver. Les corrélations sont basées sur les âges du radiocarbone et les méthodes stratigraphiques souterraines. L'intervalle de récurrence présumé des grands tremblements de terre de Cascadia est d'environ 500 ans le long de la marge nord et d'environ 240 ans le long de la marge sud.
- Taïwan est un point chaud pour les courants de turbidité sous-marins car il y a de grandes quantités de sédiments en suspension dans les rivières, et il est sismiquement actif, donc une grande accumulation de sédiments du fond marin et le déclenchement d'un tremblement de terre. Pendant le tremblement de terre de Pingtung en 2006 au sud-ouest de Taïwan, onze câbles sous-marins traversant le canyon de Kaoping et la fosse de Manille ont été rompus en séquence de 1 500 à 4 000 m de profondeur, en raison des courants de turbidité associés. À partir du moment de chaque rupture de câble, la vitesse du courant a été déterminée comme ayant une relation positive avec la pente bathymétrique. Les vitesses actuelles étaient de 20 m/s sur les pentes les plus abruptes et de 3,7 m/s sur les pentes les moins profondes.